# 英雄街道
英雄街道，是中华人民共和国吉林省四平市铁西区下辖的一个乡镇级行政单位。

## 行政区划
英雄街道下辖以下地区：
拥军社区、师大社区、文苑社区、阳光社区、英雄社区、丰茂社区和南湖社区。